# Movimento Nacional Somali
O Movimento Nacional Somali (SNM) é um partido político da Somália, mais especificamente da auto-proclamada República da Somalilândia, da qual se constitui no principal partido. Foi criado em 1981 por emigrantes do clã Isaaq estabelecidos em Londres e interessados na queda do ditador somali Siad Barre. O SNM tornou-se num dos mais fortes movimentos insurgentes da Somália. Inicialmente, o SNM defendia uma economia mista e uma política externa neutra, rejeitando o alinhamento com a União Soviética ou com o Estados Unidos e a favor do desmantelamento de todas as bases militares estrangeiras na região. Porém, no final dos anos 80, o SNM passou a adotar uma política externa pró-ocidente, apoiando o envolvimento dos Estados Unidos na Somália pós-Barre. O SNM também defendia uma democracia representativa que pudesse garantir os diretos humanos e liberdade de expressão.
Posteriormente, O SMN mudou-se de Londres para Adis Abeba com o objetivo de obter auxílio militar da Etiópia, inicialmente limitado a pequenas e antigas armas soviéticas.
Em 18 de maio de 1991, após a queda de Barre em 26 de janeiro do mesmo ano, o SNM declarou a independência da Somalilândia.